# Boris Konstantinow
Boris Pawłowicz Konstantinow (ros. Борис Павлович Константинов, ur. 23 czerwca?/6 lipca 1910 w miejscowości Strielna (będącej obecnie częścią Petersburga), zm. 9 lipca 1969 w Leningradzie) – radziecki fizyk, członek rzeczywisty Akademii Nauk ZSRR.

## Życiorys
Od 1916 uczył się w szkole w Piotrogrodzie, w 1918 wraz z rodziną przeniósł się do guberni kostromskiej, skąd wrócił do Piotrogrodu w 1920. Od 1921 mieszkał w mieście Galicz w guberni kostromskiej, gdzie skończył szkołę, od 1924 mieszkał i pracował jako monter w Leningradzie, gdzie w 1926 ukończył szkołę dla pracujących i podjął studia w Leningradzkim Instytucie Politechnicznym, z którego w 1929 został wydalony za nieproletariackie pochodzenie. Pracował w laboratorium Instytutu Fizyczno-Technicznego, od 1935 do 1937 był starszym laborantem działu akustyki Leningradzkiego Instytutu Elektrotechnicznego, potem kierownikiem laboratorium Naukowo-Badawczego Instytutu Przemysłu Muzycznego, od 1940 do końca życia był starszym pracownikiem naukowym Instytutu Fizyczno-Technicznego. Po ataku Niemiec na ZSRR został ewakuowany do Kazania, w 1942 obronił pracę kandydacką, a w 1943 doktorską (mimo nieukończenia instytutu) i został kierownikiem laboratorium Instytutu Fizyczno-Technicznego. W 1947 zorganizował laboratorium badań fizykochemicznych właściwości izotopów w Instytucie Fizyczno-Technicznym, którym następnie kierował, biorąc udział w pracach nad stworzeniem radzieckiej bomby atomowej i następnie bomby wodorowej. Od 1957 do 1967 był dyrektorem Instytutu Fizyczno-Technicznego im. Ioffe. Zajmował się fizyką izotopów, fizyką plazmy i problematyką kontrolowanej syntezy termojądrowej. Od lutego 1966 do lipca 1969 był wiceprezydentem Akademii Nauk ZSRR, a od 1968 również przewodniczącym Komitetu Akademii Nauk ZSRR ds. fizyki atomowej. Był też przewodniczącym wielu komisji w Komitecie ds. Nauki i Techniki Rady Ministrów ZSRR. Od 1959 należał do KPZR. Był deputowanym do Rady Najwyższej RFSRR 6 i 7 kadencji. W 1960 został członkiem Komitetu Miejskiego KPZR w Leningradzie. Od 1953 był członkiem korespondentem, a od 1960 członkiem rzeczywistym Akademii Nauk ZSRR.

## Odznaczenia i nagrody
- Medal Sierp i Młot Bohatera Pracy Socjalistycznej (4 stycznia 1954)
- Order Lenina (dwukrotnie, 4 stycznia 1954 i 27 kwietnia 1967)
- Order Czerwonego Sztandaru Pracy (19 września 1953)
- Nagroda Stalinowska I stopnia (1953)
- Nagroda Leninowska (1958)